# صموئيل إيدي باريت
صموئيل إيدي باريت (بالإنجليزية: Samuel Eddy Barrett)‏ هو صناعي أمريكي، (و. 1834 – 1912 م).